# Кузиева, Руза Рашидовна
Руза Рашидовна Кузиева (узб. Ro'za Qo'ziyeva; 12 марта 1994 года, Ташкент, Узбекистан) — узбекская пара-пауэрлифтер, мастер спорта Республики Узбекистан международного класса, член сборной Узбекистана. Серебряный призёр Летних Паралимпийских игр 2020, чемпион Летних Параазиатских игр, двукратный призёр Чемпионата мира по пауэрлифтинг (МПК).

## Карьера
В 2012 году начала заниматься паралимпийским пауэрлифтингом под руководством тренера Фазлиддина Умирзокова. С апреля 2013 года она была дисквалифицирована на два года, после положительного результата допинг-теста на запрещенное вещество метандиенон во время участия в Международном соревновании Fazaa 2013 в Дубае (ОАЭ). В феврале 2016 года у неё обнаружили запрещённое вещество мельдоний во время соревнований на этапе Кубка мира по пара-пауэрлифтингу в Дубае (ОАЭ). В ноябре 2016 года Международный паралимпийский комитет объявил, что она лишилась всех своих результатов с момента допинг-теста. Однако она не была отстранена от участия в соревнованиях из-за того, что МПК решил, что к её делу не применяется «вина или халатность» на основании информации, предоставленной Всемирным антидопинговым агентством и Антидопинговым кодексом МПК.
В 2017 году на Чемпионате мира по паэрлифтинг (МПК) в Мексике в весовой категории до 55 кг подняла 113 кг и завоевала бронзовую медаль первенства. В 2018 году на Летних Параазиатских играх в Джакарте (Индонезия) в весовой категории до 55 кг завоевала золотую медаль. В 2019 году на Чемпионате мира по паэрлифтинг (МПК) в Нур-Султане (Казахстан) в весовой категории до 61 кг завоевала серебряную медаль.
В 2021 году на этапе Кубка мира по пара-пауэрлифтингу в Тбилиси (Грузия) в весовой категории до 61 кг завоевала золотую медаль. На Летних Паралимпийских играх в Токио (Япония) в соревнованиях по пауэрлифтингу в весовой категории до 61 кг подняла 130 кг и завоевала серебряную медаль первенства. В этом же году указом президента Узбекистана Шавката Мирзиёева награждена званием «Заслуженный спортсмен Республики Узбекистан».
В 2024 году указом президента Узбекистана Шавката Мирзиёева награждена орденом «Мехнат шухрати».